# 파트리크 베르게르
파트리크 베르게르(체코어: Patrik Berger, 1973년 11월 10일, 체코슬로바키아 프라하 ~ )는 체코의 전 축구 선수다. 그는 지난 UEFA 유로 1996 대회 당시 프랑스와의 준결승전 승부차기에서 팀의 세번째 키커로 나서 성공하기도 했다.

## 수상
도르트문트
- 1995년 DFL-슈퍼컵 우승
- 1995-96 분데스리가 우승

 리버풀
- FA 컵 : 2000-01
- 풋볼 리그 컵 : 2000-01, 2002-03
- FA 채리티 실드 : 2001
- UEFA 컵 : 2000-01
- UEFA 슈퍼컵 : 2001

 체코
- UEFA 유로 1996 준우승

개인
- 1996년 체코 올해의 선수상
- 1999년 체코 골든볼